# Хантыйская письменность
Ханты́йская письменность — письменность, используемая для записи хантыйского языка. За время своего существования функционировала на разных графических основах и неоднократно реформировалась. В настоящее время хантыйская письменность функционирует на кириллице. В истории хантыйской письменности выделяется 3 этапа:
- до начала 1930-х годов — ранние попытки создания письменности на основе кириллицы;
- 1931—1937 годы — письменность на латинской основе;
- с 1937 года — современная письменность на основе кириллицы.

## Миссионерские алфавиты
До начала XX века ханты не имели своей письменности. В средние века у хантов бытовали тамги — знаки собственности, вырезаемые на различных предметах. Иногда в более позднее время эти знаки использовались как личные подписи на документах. Охотники также использовали систему вырезаемых на коре знаков для обозначения количества добычи.
Первые отдельные хантыйские слова были опубликованы Н. Витсеном в 1682 году. С начала XVIII века стали появляться списки хантыйских слов, опубликованные как на русском, так и на европейских языках. Известны такие списки за авторством Д. Г. Мессершмидта, Ф. Страленберга, П. С. Палласа и других. В середине XVIII века Фёдором Кушкиным был составлен словарь 11 хантыйских диалектов «Название остяцкое написано российским слогом, с переводами на остяцкий язык…» (не опубликован). В XIX веке вышел ряд других научных исследований, посвящённых хантыйскому языку, важнейшим из которых был труд М. А. Кастрена. Известна также рукопись на хантыйском языке — «Евангелие от Матфея на русском и остякском языках», перевод выполнен в г. Березове в 1819 году березовским протоиереем Иоанном Вергуновым и иереем Федором Карповым.
В 1840—1842 годах священником Вологодским был выполнен перевод Евангелия от Матфея на хантыйский язык (смесь берёзовского и обдорского диалектов). Этот труд был издан в Лондоне в 1868 году и стал первой книгой на хантыйском языке. Ближе к концу XIX века был опубликован ещё ряд хантыйских словарей и переводов фрагментов Библии. Однако все эти издания не являются образцами хантыйской письменности, а лишь фиксацией языкового материала.
В 1897 году священником И. Егоровым был издан первый хантыйский букварь — «Небэкъ ханды няурамъ эльты лунгутта па хажта онтльтады орынгна». Язык букваря базировался на обдорском диалекте, так как именно Обдорск был центром христианизации хантов и именно там располагалось первая школа, где обучались хантыйские дети. В этом издании использовался русский алфавит с добавлением диграфа нг под горизонтальной чертой. В 1903 году Ф. Тверитин перевёл этот букварь на ваховско-васьюганский диалект. Эти буквари остались единственными учебными изданиями, выпущенными на хантыйском языке до революции. Помимо них в начале XX века вышла ещё пара переводов фрагментов богослужебных книг. При этом в разных изданиях использовался русский алфавит, иногда без изменений, иногда с добавлением специальных букв (например ӓ, н̄, ӧ, ӱ в книге «Е. М. Бесѣды объ истинномъ Богѣ и истинной вѣрѣ на нарѣчіи обскихъ остяковъ. Томскъ, 1900»). Все эти издания не оказали влияния ни на распространение грамотности среди хантов, ни на дальнейшее развитие их письменности.

## Латинизация

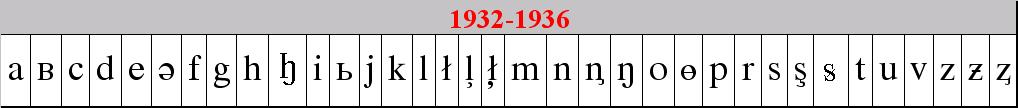
Хантыйский алфавит 1932—1936 годов

В 1920-е годы в СССР начался процесс латинизации письменностей. В рамках этого проекта в 1930—1931 годах был разработан латинизированный единый северный алфавит, который должен был быть использован для создания письменности на языках народов Севера. Хантыйский язык стал первым из таких языков, на котором был выпущен букварь. Выпущен в 1930 году Центриздатом СССР. Его автором был преподаватель Тобольского педтехникума П. Е. Хатанзеев. В этом издании использовались следующие буквы: A a, B b, V v, G g, D d, E e, Ƶ ƶ, Z z, I i, K k, L l, M m, N n, O o, P p, R r, S s, T t, U u, F f, H h, C c, Є є, Ꞩ ꞩ, Ŋ ŋ, Ö ö, J j. Букварь не получил широкого распространения из-за того, что был составлен на обдорском диалекте с примесью форм из южных диалектов — это делало язык букваря малопонятным для учащихся.
В январе 1932 года на 1-й конференции народов Севера был утверждён разработанный на научной основе хантыйский алфавит. В его основу был положен казымский диалект. Этот алфавит имел следующий вид: A a, B ʙ, C c, D d, E e, Ә ә, F f, G g, H h, Ꜧ ꜧ, I i, Ь ь, J j, K k, L l, Ļ ļ, Ł ł, Ł̦ ł̦, M m, N n, Ņ ņ, Ŋ ŋ, O o, Ө ө, P p, R r, S s, Ş ş, Ꞩ ꞩ, T t, U u, V v, Z z, Z̦ z̦, Ƶ ƶ. В 1933 году на этом алфавите был издан новый букварь, а затем и книга для чтения. Запятая под буквой означала её палатализацию; буквы Bʙ, Dd, Ff, Gg, Zz, Ƶƶ использовались только в заимствованиях. Однако в первых книгах того времени состав алфавита ещё не был стабильным и колебался от издания к изданию. Так, в букваре 1933 года отсутствовали буквы C c, G g, Ł̦ ł̦, Ө ө, Z̦ z̦,.
В 1936 году была проведена реформа графики и орфографии хантыйского языка — из алфавита были исключены буквы Ꜧ ꜧ, Ļ ļ, Z̦ z̦, Ƶ ƶ. Но к тому времени уже начались мероприятия по переводу хантыйской письменности на кириллицу.

## Кириллица
На VII пленуме Всесоюзного центрального комитета нового алфавита, проходившем в феврале 1937 года, было принято постановление о целесообразности перевода письменностей народов СССР на кириллицу. В том же году на кириллицу была переведена и хантыйская письменность. Первым кириллическим изданием стал «Справочник по орфографии хантыйского языка», дававший пояснения к новому алфавиту. Следом за ним началось издание учебников и другой учебной, художественной и политической литературы. В букваре 1937 года использовался русский алфавит с добавлением буквосочетаний ёо л’ нг оо уу. В букваре, изданном в 1938 году, различение кратких и долгих гласных уже отсутствовало.
С середины 1940-х годов литературный хантыйский язык был переориентирован с казымского на среднеобский диалект. В изданиях того времени использовался русский алфавит без каких-либо дополнительных букв. Этот алфавит был удобен для типографского набора, но он не отражал специфики хантыйской речи. Специалисты считают его наименее удачным из всех хантыйских алфавитов. В сфере образования и издания учебной литературы этот алфавит функционировал до конца 1950-х годов (в 1970-80-е годы он вновь стал использоваться и в учебной литературе, иногда с добавлением буквы Ә ә для среднеязычного гласного казымского диалекта), а в других сферах — издание газет и политической литературы — до начала 2000-х годов.

### Алфавиты 1950-х годов
В 1952 году прошло совещание по языкам народов Севера. На нём было решено вместо единого хантыйского литературного языка развивать отдельную норму для 4 основных диалектов хантыйского языка — ваховского, казымского, сургутского и шурышкарского. Кроме того, было решено ввести в алфавиты этих диалектов дополнительные знаки для обозначения специфических хантыйских звуков. В 1958 году на новых алфавитах были изданы первые буквари, а в 1961 году — ещё и самоучитель.
В алфавиты были введены следующие дополнительные буквы:
- в ваховском диалекте: ä ӄ л’ ӈ ӧ ө ӫ ӱ ч’ ә ӛ
- в казымском диалекте: ä л’ ӈ ө ӫ ә ӛ
- в сургутском диалекте: ä ӄ л’ ӈ ӧ ө ӱ ч’ ј ә
- в шурышкарском диалекте: нг, позднее заменена на ӈ.

Однако в большинстве изданий продолжал использоваться алфавит середины 1940-х годов.

### Современные алфавиты

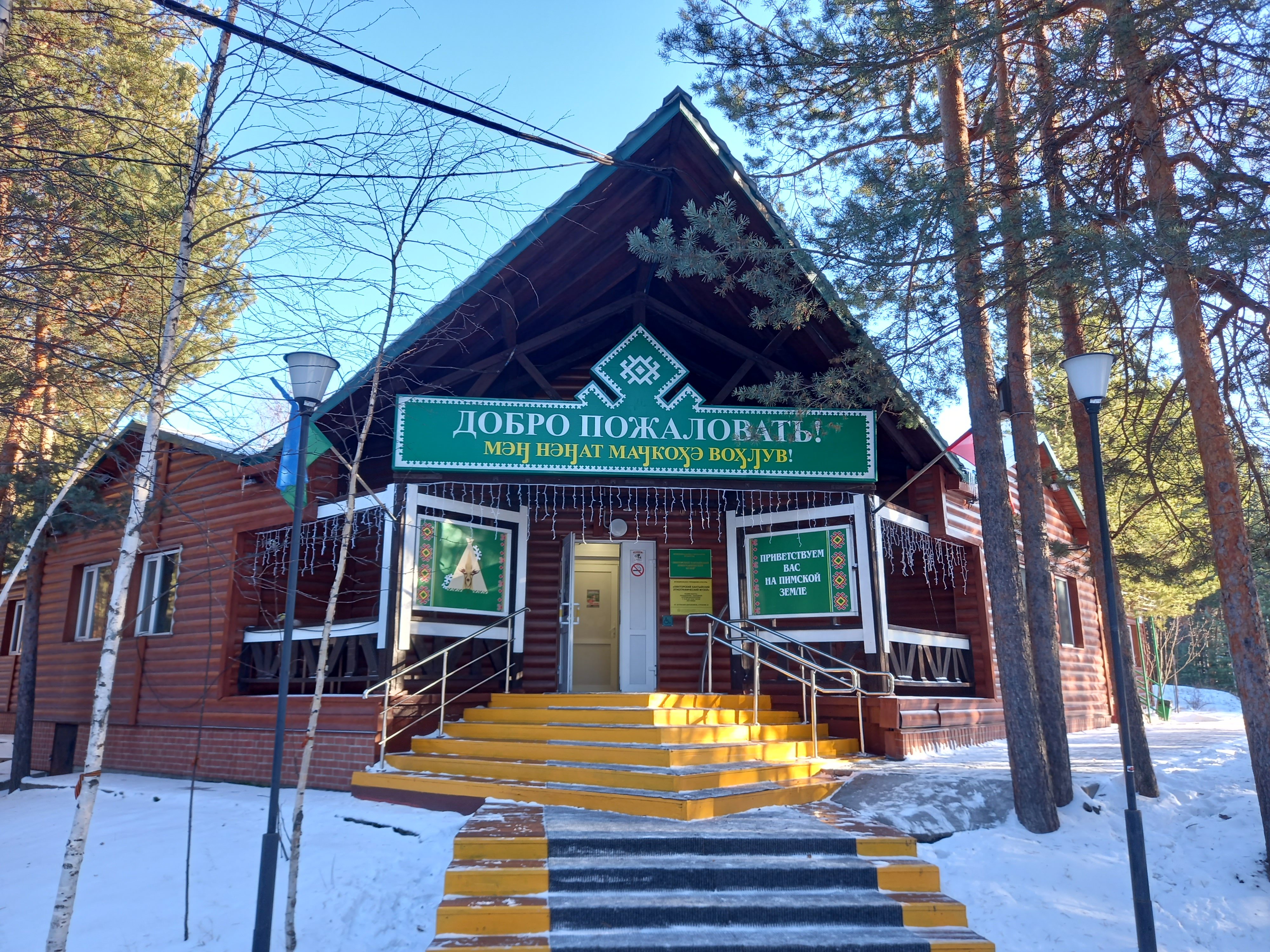
Вывеска на хантыйском языке (сургутский диалект)

В 1990 году был утверждён новый суммарный алфавит хантыйского языка для всех диалектов. После ряда дополнений он имел следующий вид:
| А а | Ӓ ӓ | Ӑ ӑ | Б б | В в | Г г | Д д | Е е | Ё ё | Ә ә | Ӛ ӛ | Ж ж | З з |
| И и | Й й | К к | Ӄ ӄ | Л л | Ԓ ԓ | М м | Н н | Ӈ ӈ | О о | Ŏ ŏ | Ӧ ӧ | Ө ө |
| Ӫ ӫ | П п | Р р | С с | Т т | У у | Ӱ ӱ | Ў ў | Ф ф | Х х | Ӽ ӽ | Ц ц | Ч ч |
| Ҷ ҷ | Ш ш | Щ щ | Ъ ъ | Ы ы | Ь ь | Э э | Є є | Є̈ є̈ | Ю ю | Ю̆ ю̆ | Я я | Я̆ я̆ |

Из-за особенностей шрифтов буквы Ӄӄ, Ԓԓ, Ӈӈ, Ӽӽ в ряде изданий могут заменяться на Ққ, Ӆӆ, Ңң, Ҳҳ.
Впоследствии алфавиты четырёх хантыйских диалектов постепенно менялись, в разных изданиях могли использоваться разные буквы и разные варианты их начертания: устоявшейся нормы де-факто не было. Тем более не было устоявшейся орфографии.
К середине 2000-х годов хантыйские алфавиты имели в своём составе все буквы русского алфавита, а также следующие дополнительные знаки:
- в ваховском диалекте: ä ӄ ӆ н’ ӈ ӧ ө ӫ ӱ ӽ ҷ ә ӛ[13]
- в казымском диалекте: ă ә ӛ ӆ ӊ ў є є̈ ю̆ я̆[14]
- в сургутском диалекте: ä ă қ(ӄ) ӆ ӊ(ӈ) ө ӫ(ө̆) ӧ ӱ ў ҳ ҷ ә[15]
- в шурышкарском диалекте: ă ӆ(ԓ) ӊ(ӈ) ŏ ў ю̆ я̆[16]

С 2004 года газета «Ханты ясанг» (как и вся литература, издаваемая в Ханты-Мансийском и Ямало-Ненецком округах) издаётся на новых алфавитах.
Согласно изданию «Картинный словарь шурышкарского, казымского, сургутского, ваховского диалектов хантыйского языка», состав алфавитов вновь был изменён: в казымском диалекте добавились буквы ө и ӫ, а в шурышкарском — ә и ӛ.
В итоге в различных диалектах хантыйского языка используются следующие дополнительные к русскому алфавиту буквы:
| Буква | диалект    | буква | диалект    | буква | диалект |
| ----- | ---------- | ----- | ---------- | ----- | ------- |
| Ӑ ӑ   | К, С, Ш    | Ң ң   | В, К, С, Ш | Ӱ ӱ   | В, С    |
| Ӓ ӓ   | В, С       | Ӧ ӧ   | В, С       | Ҳ ҳ   | В, С    |
| Ә ә   | В, К, С, Ш | Ŏ ŏ   | Ш          | Ҷ ҷ   | В, С    |
| Ӛ ӛ   | В, К, Ш    | Ө ө   | В, К, С    | Є є   | К       |
| Қ қ   | В, С       | Ӫ ӫ   | В, К       | Є̈ є̈   | К       |
| Ӆ ӆ   | В, К, С, Ш | Ө̆ ө̆   | С          | Ю̆ ю̆   | К, Ш    |
| Н' н' | В          | Ў ў   | К, Ш       | Я̆ я̆   | К, Ш    |

- В = ваховский, К = казымский, С = сургутский, Ш = шурышкарский.

Алфавит среднеобского диалекта содержит дополнительные буквы Ӑ ӑ, Ӈ ӈ, Ў ў.

### Реформа 2013 года
2—7 сентября 2013 года в Ханты-Мансийске прошёл семинар «Пути совершенствования графики и орфографии хантыйского языка», в котором приняли участие учёные-филологи, методисты, журналисты и работники культуры. По результатам семинара была принята резолюция, что орфография хантыйского языка должна базироваться на фонематическом принципе с элементами морфологического, фонетического и традиционного принципов. Также был рекомендован новый алфавит для казымского диалекта. Он имеет следующий вид (приведены только буквы для исконно казымских слов, без учёта букв для заимствований из русского):
А а, Ӑ ӑ, В в, И и, Й й, К к, Л л, Ԓ ԓ, Љ љ, М м, Н н, Њ њ, Ӈ ӈ, О о, Ө ө, П п, Р р, С с, Т т, Ᲊ ᲊ, У у, Ў ў, Х х, Ш ш, Щ щ, Ы ы, Є є, Э э, Ә ә.
Вскоре на его основе был составлен и новый алфавит для сургутского диалекта:
А а, Ӑ ӑ, Ӓ ӓ, В в, И и, Й й, К к, Ӄ ӄ, Л л, Љ љ, Ԓ ԓ, М м, Н н, Њ њ, Ӈ ӈ, О о, Ө ө, Ө̆ ө̆, ӧ, П п, Р р, С с, Т т, Ᲊ ᲊ, У у, Ў ў, Ӱ ӱ, Ӽ ӽ,  , Ш ш, Ы ы, Э э, Ә ә
Для шурышкарского диалекта аналогичный алфавит был предложен в 1997 году и принят в 2012 году:
А а, Ӑ ӑ, В в, Е е, И и, Й й, К к, Л л, Ԓ ԓ, Љ љ, М м, Н н, Њ њ, Ӈ ӈ, О о, Ө ө, П п, Р р, С с, Т т, Ᲊ ᲊ, У у, Ў ў, Х х, Ш ш, Щ щ, Ы ы, Э э, Ә ә.
Алфавит ваховского диалекта образца 2013 года:
А а, Ӓ ӓ, В в, Е е, Ё ё, И и, Й й, К к, Қ қ / Ӄ ӄ, Л л, Ԯ ԯ / Ԓ ԓ, М м, Н н, н', ң / ӈ, О о, Ӧ ӧ, Ө ө, Ӫ ӫ, П п, Р р, С с, Т т, У у, Ӱ ӱ, Х х, Ҷ ҷ, Ы ы, ь, Э э, Ә ә, Ӛ ӛ, Ю ю, Я я.

## Таблица соответствия алфавитов
Таблица соответствия алфавитов, использовавшихся для хантыйского языка в разное время (казымский диалект, без учёта букв для русских заимствований).
1. Знаки финно-угорской научной транскрипции
2. Латиница 1936 года
3. Кириллица 1937 года
4. Кириллица конца 1940-х годов (с добавлением ә)
5. Кириллица из самоучителя 1961 года
6. Кириллица из изданий начала 2000-х годов
7. Кириллица 2013 года

| 1    | 2 | 3               | 4             | 5             | 6             | 7    |
| ---- | - | --------------- | ------------- | ------------- | ------------- | ---- |
| [a]  | a | а, я            | а, я          | а, я          | а, я          | а    |
| [ă]  | a | а, я            | а, я          | ӓ, я          | ӑ, я          | ӑ    |
| [w]  | v | в               | в             | в             | в             | в    |
| [e]  | e | э, е            | э, е          | э, е          | э, е, є       | э, є |
| [i]  | i | и               | и, ы          | и, ы          | и, ы          | и, ы |
| [j]  | j | й, (йот.гл.)    | й, (йот.гл.)  | й, (йот.гл.)  | й, (йот.гл.)  | й    |
| [k]  | k | к               | к             | к             | к             | к    |
| [l]  | l | л               | л             | л             | л             | л    |
| [λ]  | ł | л'              | л             | л'            | ԓ             | ԓ    |
| [λ'] | ļ | л’ь, л'+йот.гл. | ль, л+йот.гл. | ль, л+йот.гл. | ԓь, ԓ+йот.гл. | љ    |
| [m]  | m | м               | м             | м             | м             | м    |
| [n]  | n | н               | н             | н             | н             | н    |
| [ń]  | ņ | нь, н+йот.гл.   | нь, н+йот.гл. | нь, н+йот.гл. | нь, н+йот.гл. | њ    |
| [ŋ]  | ŋ | нг              | нг            | ӈ             | ӈ             | ӈ    |
| [ɔ]  | o | оо, ёо          | о, ё          | о, ё          | о, ё          | о    |
| [ŏ]  | ө | о, ё            | у, ю          | ө, ӫ          | у, ю          | у    |
| [ǫ]  | ә | уу, ю           | ә, йә, ё      | ә, ӛ          | ә, ӛ          | ө    |
| [p]  | p | п               | п             | п             | п             | п    |
| [r]  | r | р               | р             | р             | р             | р    |
| [s]  | s | с               | с             | с             | с             | с    |
| [ś]  | ș | сь, с+йот.гл.   | сь, с+йот.гл. | сь, с+йот.гл. | сь, с+йот.гл. | щ    |
| [š]  | ꞩ | ш               | ш             | ш             | ш             | ш    |
| [t]  | t | т               | т             | т             | т             | т    |
| [t'] |   | ть, т+йот.гл.   | ть, т+йот.гл. | ть, т+йот.гл. | ть, т+йот.гл. | ᲊ    |
| [ŭ]  | u | у, ю            | у, ю          | у, ю          | ў, ю̆          | ў    |
| [χ]  | h | х               | х             | х             | х             | х    |
| [ә]  | ь | ы               | а, ы, и, ә    | ы, ө, я       | ӑ, я̆, ы, ў    | ә    |